# Sinești (Iași)
Sineşti é uma comuna romena localizada no distrito de Iaşi, na região de Moldávia. A comuna possui uma área de 99.81 km² e sua população era de 4401 habitantes segundo o censo de 2007.